# 上雷德萊克 (明尼蘇達州)
上雷德萊克（英語：Upper Red Lake）是位於美國明尼蘇達州貝爾特拉米縣的一個未組織地區。

## 地方資料
上雷德萊克的面積為2180.40平方千米，當中陸地面積為1798.10平方千米，而水域面積為382.30平方千米。根據2020年美國人口普查的數據，當地共有人口26人，而人口密度為每平方千米0.01人。